# Đại công tước
Đại công tước (tiếng Anh: Grand Duke đối với nam hoặc tiếng Anh: Grand Duchess đối với nữ) là một tước vị quý tộc tôn quý có địa vị chỉ đứng sau Quốc vương hoặc Nữ vương trong truyền thống châu Âu, xếp trên tước vị Công tước.
Trong lịch sử châu Âu, có sự khác biệt quan trọng giữa "công tước lãnh địa" và "công tước phi lãnh địa". Khác với các "công tước phi lãnh địa", vốn là những thuộc hạ của Quốc vương hoặc Hoàng đế, hoặc là những thành viên hoàng gia, được phong tước hiệu danh dự nhưng không sở hữu và cai trị lãnh địa cụ thể, các "công tước lãnh địa" (tiếng Anh: sovereign dukes) là những nhà cai trị và là quân chủ thực sự của các công quốc. Lãnh thổ công quốc cai trị của các đại công tước lãnh địa cũng có địa vị cao hơn các công quốc khác, được gọi là đại công quốc.
Một số truyền thống châu Âu như Đức, Nga và Tây Ban Nha còn phân biệt thành 2 loại tước vị Đại công tước cai trị lãnh địa. Theo đó, tước vị Đại công tước (Großherzog / Großherzogin trong tiếng Đức, Gran Duque / Gran Duquesa trong tiếng Tây Ban Nha và Великий герцог / Великая герцогиня trong tiếng Nga) chỉ cai trị các lãnh địa công quốc thuộc sở hữu của mình; và tước vị Đại vương công (Großfürst / Großfürstin trong tiếng Đức, Gran Príncipe / Gran Princesa trong tiếng Tây Ban Nha và Великий князь / Великая Княгиня trong tiếng Nga) không chỉ cai trị công quốc của mình mà còn giữ địa vị đứng đầu liên minh các công quốc chư hầu.

## Từ nguyên
Tước hiệu Đại Công tước có từ [Megas doux] thời kỳ Đế quốc Byzantine. Trong lịch sử Byzantine, Megas doux là chức vị cao cấp trong biên chế quân đội. Chức vị này thành tước vị trong lịch sử Nga, lần đầu tiên dùng để chỉ [Velikiy Kniaz] từ thế kỉ 11, là tước hiệu của các vị vua của Kievan Rus', sau đó thành tước vị cho các lãnh đạo của người Rus'.
Khi Đại công quốc Moskva xuất hiện, Velikiy Kniaz là tước vị chung cho Vua của toàn bộ người Nga, cho đến khi Ivan IV của Nga dùng tước vị Tsar. Sau đó, Velikiy Kniaz hay Grand duke trở thành tước vị dành cho con trai hoặc cháu trai (thuộc nam hệ) của các vị Tsar, sau đó là Hoàng đế của Đế quốc Nga.
Ở Tây Âu, tước hiệu Magnus dux xuất hiện đầu tiên vào năm 1569, do Giáo hoàng Piô V phong cho Cosimo I de' Medici, nhà cai trị trên thực tế của các lãnh thổ Fiorentina và Toscana. Một mặt, tước vị Đại công tước như một sự công nhận của Giáo hoàng về thực lực quân sự hùng mạnh và kinh tế vững chắc, nắm giữ quyền cai trị trên thực tế nhiều công quốc của gia tộc Medici trên các vùng lãnh thổ chịu ảnh hưởng của Lãnh địa Giáo hoàng. Mặt khác, sự ban phong này cũng tránh lạm xưng vương quốc (mà Giáo hoàng chỉ là người có ảnh hưởng lớn tại vùng lãnh thổ Vương quốc Ý), dẫn đến xung đột với các nhà cai trị vương quốc hùng mạnh khác là vua Pháp, và đặc biệt là vua Đức, vốn giữ địa vị Hoàng đế La Mã Thần thánh, có ảnh hưởng trên thực tế tại nhiều lãnh địa ở cả Vương quốc Đức lẫn Vương quốc Ý.